# محمد عبدالله حسن محمد
محمد حسن عبدالله محمود یک داور فوتبال و اهل امارات متحده عربی است او از سال ۲۰۱۰ به عنوان داور بین‌المللی فیفا می‌باشد.
وی یکی از داوران حاضر در جام ملت های آسیا ۲۰۱۵ ، جام ملت های آسیا ۲۰۱۹ و جام ملت های آسیا ۲۰۲۳ بوده و قضاوت کرده است 
این داور نیز سابقه قضاوت فینال لیگ نخبگان آسیا ۲۰۲۱  بین پوهانگ استیلز کره جنوبی و الهلال عربستان را در کارنامه خود دارد
همچنین وی قضاوت در جام جهانی زیر ۱۷سال و جام جهانی زیر ۲۰ سال را در کارنامه خود دارد همچنین وی سابقه قضاوت قهرمانی زیر ۲۰ سال آسیا و قهرمانی زیر ۲۳ سال آسیا را دارد
همچین وی در رقابت های جام جهانی ۲۰۱۸ روسیه بوده و قضاوت دیدار دو تیم فرانسه و پرو را بر عهده داشته است وی همچنین در جام جهانی ۲۰۲۲ قطر قضاوت دیدار دو تیم کامرون و صربستان را بر عهده داشت

## لیگ نخبگان آسیا
وی از 2010 داور بین‌المللی فیفا است و در لیگ نخبگان طی این دوره حاضر بود اما در 2021 فینال لیگ نخبگان آسیا را بین نماینده عربستان و نماینده کره جنوبی سوت زد

## جام ملت های آسیا
عبدالله حسن محمود سابقه قضاوت سه دوره متوالی جام ملت های 2015 و 2019 و 2023 را در کارنامه خود دارد 

## جام جهانی
عبدالله حسن محمود در دو دوره متوالی جام جهانی سابقه قضاوت دارد در جام جهانی 2018 روسیه دیدار فرانسه و پرو را قضاوت کرده که با نتیجه 1 به 0 با برتری فرانسه همراه بود 
دومین قضاوت او در جام جهانی در قطر بود که عهده دار قضاوت بازی دو تیم کامرون و صربستان بود که با نتیجه 3 به 3 و مساوی به پایان رسید